# Montaigu (Jura)
Montaigu é uma comuna francesa na região administrativa de Borgonha-Franco-Condado, no departamento de Jura. Estende-se por uma área de 7,1 km². Em 2010 a comuna tinha 469 habitantes (densidade: 66,1 hab./km²).